# Фестивальбар
Фестивальбар (итал. Festivalbar) — музыкальный фестиваль, проходивший ежегодно в Италии в 1964—2007 годах. Один из важнейших итальянских музыкальных фестивалей, наряду с фестивалем в Сан-Ремо, но в отличие от последнего здесь исполнялась не только итальянская музыка (так, в 2007 году наряду с итальянскими артистами (Нек, Симоне Кристикки, Ирене Гранди, Элиза, Фабрицио Моро) можно было также увидеть Аврил Лавин, Долорес О'Риордан, Мигеля Бозе, Depeche Mode).
Проводился обычно летом на открытых площадках.